# Rochelle (Illinois)
Rochelle je grad u američkoj saveznoj državi Ilinois. Prema popisu stanovništva iz 2010. u njemu je živjelo 9.574 stanovnika.